# Турски гамбит (роман)
Турски гамбит је други роман из серије авантура Ераста Фандорина. И први шпијунски роман Борис Акуњина.
Појавио се на тржишту књига 1998. године. Занимљиво је да је Фандорин био у Србији пре учешћа у руско-турском рату (1877—1878) и био је у српско-турском рату (1876-1877) заробљен, затим пуштен.
Главни турски шпијун је у Генералштабу руске војске и члан је тајне организације „Азазел”. Главни кривац за руске неуспјехе у рату.
Роман излази годину дана прије НАТО бомбардовања над Југославијом. Роман је снимљен 2005. године.